# ودندورفرزه
ودندورفرزه (به آلمانی: Wedendorfersee) یک شهر در آلمان است که در Rehna واقع شده‌است. ودندورفرزه ۶۶۴ نفر جمعیت دارد.